# Славко Зечевић
Славко Зечевић — Влада (Липовац, код Тополе, 23. октобар 1921 — Београд, 24. март 1998) био је учесник Народноослободилачке борбе, правник, друштвено-политички радник СФР Југославије и СР Србије. У периоду од 1966. до 1976. године обављао је функцију Републичког секретара за унутрашње послове СР Србије.

## Биографија
Рођен је 23. октобра 1921. године у Липовцу, код Тополе, у породици Ђорђа и Паве Зечевић. Основну школу завршио је у родном месту, а гимназију је учио у Аранђеловцу, Загребу и Крагујевцу, где је и матурирао. Још као младић се определио за револуционарни раднички покрет.
Учесник је Народноослободилачке борбе од 1941. године. Био је најпре илегалац, познат под конспиративним именом Влада. У партизане одлази августа 1943. године и ступа у Први шумадијски партизански одред. У Одреду се налазио на месту политичког комесара чете. Исте године примљен је у чланство Комунистичке партије Југославије (КПЈ), а оца и мајку су му убили четници као сараднике Народноослободилачког покрета (НОП).
У децембру 1943. прелази на дужност заменика, да би потом постао и политкомесар Друге шумадијске бригаде, као и члан Окружног комитета КПЈ за Крагујевац. Из рата је изашао са чином мајора.
По ослобођењу Југославије, налазио се на различитим одговорним партијским и државним функцијама, најпре у Крагујевцу, где је обављао следеће дужности:
- Секретар Народноослободилачког одбора за Крагујевачки округ, од 1944. до 1945. године,
- Начелник Одељења за заштиту народа (ОЗН) за Крагујевац, од 1945. до 1946. године,
- Организациони секретар Окружног комитета КПЈ за Крагујевачки округ, од 1946. до 1947. године.[5]

Године 1948. прелази на рад у Београд, у Владу Народне Републике Србије. Годину дана се налазио на позицији помоћника министра саобраћаја, а био је и инструктор Централног комитета Комунистичке партије Србије. Од 1949. године прелази у дипломатску службу, у Државни секретаријат за иностране послове (ДСИП). Био је други секретар посланства у НР Мађарској и први секретар у амбасади ФНР Југославије у Канади, од 1949. до 1952. године. Налазио се и на месту саветника амбасаде ФНРЈ у Етиопији. У том својству је, заједно са амбасадором Душаном Кведером, дочекао делегацију ФНРЈ предвођену Јосипом Брозом Титом, децембра 1955. године. Такође је био и начелник Персоналне службе Савезног секретаријата за иностране послове и члан Комитета у ССИП (1952—1960).
У периоду од 1960. до 1966. године обављао је функцију председника Народног одбора Среза Крагујевац и председника Среског одбора Шумадије и Поморавља. Паралелно, био је члан Научног савета Одељења за социологију Института друштвених наука у Београду. У међувремену је завршио Високу политичку школу, Високу школу унутрашњих послова, 1954. године, и Правни факултет Универзитета у Београду, 1955. године.
Након Брионског пленума, 1966. године, наследио је Животија Србу Савића на месту Републичког секретара за унутрашње послове СР Србије (РСУП). На том месту је остао пуних десет година, до 1976. године. Био је и члан Организационо-политичког већа Савезне скупштине, потпредседник Извршног већа Скупштине СР Србије, члан Председништва ЦК СК Србије и председник Савета за међународну сарадњу Скупштине СР Србије.
Биран је за народног посланика Уставотворне скупштине ДФ Југославије, новембра 1945. године, за народног посланика Скупштине НР Србије, 1946. године и за посланика Савезне и Републичке скупштине у више сазива.
Зечевић је био први председник Ауто-мото савеза Србије. У периоду од 1973. до 1975. године налазио се и на позицији председника Кошаркашког клуба „Партизан”.
Преминуо је у Београду, 24. марта 1998. године. Сахрањен је на Новом гробљу у Београду. Постхумно је, 2004. године, објављена књига његових успомена под називом Сећања и казивања.
Носилац је Партизанске споменице 1941. и других југословенских одликовања, међу којима су — Орден заслуга за народ са златном звездом, Орден рада са црвеном заставом, Орден заслуга за народ са сребрним зрацима, Орден братства и јединства са сребрним венцем, Орден за храброст, Орден за војне заслуге са златним мачевима, Орден партизанске звезде са пушкама и Орден југословенске заставе са златном звездом. Носилац је и низа иностраних одликовања, од којих се истичу — Орден етиопске звезде части, Орден астечког орла и француски Национални орден за заслуге петог степена.
Његов син, Жарко Зечевић, некадашњи је кошаркаш и генерални секретар Фудбалског клуба „Партизан”.